# Fist II
Fist II (fullständigt namn, Fist II: The Legend Continues) är ett spel till Commodore 64  som släpptes 1986. Utvecklare var Beam Software Pty.Ltd, förläggare Melbourne House. Spelet är en uppföljare till The Way of the Exploding Fist, och utspelar sig kronologiskt efter detta i handlingen.
Fist II är ett kampsportspel, men till skillnad från många andra spel i den genren från den tiden så gick spelarkaraktären runt i en värld, där fiender dök upp, istället för att spelet ägde rum i en och samma bildskärmsruta hela tiden.
Målet med spelet är för spelarkaraktären att döda den onde krigsherren som terroriserar befolkningen. Krigsherren bor på toppen av ett vulkanberg, och på vägen dit finns åtskilliga fiender som måste besegras. För att klara de fiender som finns måste spelaren få nya färdigheter. Detta görs genom att hitta pergament med visdom eller färdigheter. Dessa kunskaper permanentas sedan genom att meditera i ett specifikt tempel för varje pergament. Färdigheterna kan bestå i att kunna fälla träd, överleva giftgas eller förstöra högar med nedfallen sten. Färdigheterna symboliseras av triagram.
Miljöerna är omväxlande: grottor, floder, byggnader och underjordiska gångar. Motståndarna är främst människor men även pantrar.